# Bleach: A gyémántpor lázadás
A Bleach: A gyémántpor lázadás (eredeti címén 劇場版BLEACH The DiamondDust Rebellion もう一つの氷輪丸) 2007-ben bemutatott japán animációs akció thriller, amely a Bleach anime- és mangasorozat alapján készült. Rendezője Abe Norijuki, írója Okubo Maszasiro és Jokote Micsiko. 
A történet főszereplőjét, Hicugaja Tósirót a negyedik karakternépszerűségi verseny végeredménye alapján választották ki. A filmben pár új szereplő is helyet kap: Kuszaka Szódzsiró, a bosszúvágyó halálisten, valamint két arrancar, akik égetnek a tüzükkel és villámokat szórnak.
Első japán sugárzása 2007. december 22-én, első magyar sugárzása az Animax csatornán 2010. október 30-án volt.

## Cselekmény
Egy különleges kincs szállításakor egy rejtélyes csoport megtámadja a díszes menetet és ellopják a Királyi Pecsétet. A műtárgy védelmével megbízott Hicugaja Tósiró harcol a rablók vezetőjével, de az eset után nem sokkal utána eltűnik. Ezért Hicugaját árulónak minősítik; elfogató parancsot adnak ki, és elrendelik a kivégzését is. Kuroszaki Icsigo azonban nem hiszi, hogy Hicugaja kapitány bűnös lenne, ezért Macumoto Rangikuval, Abarai Rendzsivel és Kucsiki Rukiával együtt elhatározzák, hogy kiderítik, ki lehetett a pecsét valódi tolvaja és tisztázzák Hicugaját. Eközben Hicugaja is a tettesek után nyomoz, és egy régen halottnak hitt halálisten titkára is fényt derít.

## Kuszaka
A film egy új szereplője, akinek bőven van elszámolnia a Lelkek Világában. Régen történt, hogy Kuszaka és Hicugaja barátok voltak, és a tetejében még ugyan azt a lélekölő kardot is birtokolták. De a Lelkek Világának törvényei szerint egy időben ugyan azt a lélekölő kardot (jelen esetben Hjórinmarut) nem tulajdonolhatja senki. Ezért a szabályzat szerint a két halálistennek meg kellett küzdenie egymással a kard birtoklásáért, amiből Hicugaja került ki győztesen, és Kuszakát pedig eltávolították az "élők" sorából. Kuszaka ezért bosszút esküdött; azt tervezi, hogy a pecsét segítségével elpusztítja a Lelkek Világát és vele együtt annak a vezetőit is, akik miatt a legjobb barátjával kellett harcolnia.